# Avijõgi
Avijõgi är ett vattendrag i Estland.   Det ligger i landskapet Ida-Virumaa, i den centrala delen av landet, 140 km öster om huvudstaden Tallinn. Avijõgi ligger vid sjön Peipus.